# عبدربه منصور هادی
عبدرَبُّه منصور هادی (زاده ۱ سپتامبر ۱۹۴۵) سرلشکر یمنی است که دومین رئیس‌جمهور یمن بود. او در ۲۲ ژانویه ۲۰۱۵، پس از آن‌که حوثی‌ها، کاخ ریاست‌جمهوری را تصرف کردند، از مقام خود استعفا داد. وی سپس به عدن گریخت و با پس گرفتن استعفایش، خود را تنها رهبر مشروع کشور اعلام کرد. او مدتی بعد، در ۲۷ مارس ۲۰۱۵ و در پی مداخله به رهبری عربستان سعودی در جنگ داخلی یمن، به عربستان سعودی رفته و سپس برای شرکت در اجلاس سران اتحادیه عرب، وارد شرم الشیخ مصر شد.

## آغاز ریاست‌جمهوری
عبد ربه منصور هادی به عنوان تنها نامزد به ریاست جمهوری یمن برگزیده شد. او نامزد توافقی این انتخابات بود که قرار بود مرحله انتقالی را اداره کند. انتخاب او برپایه توافق سیاسی برای انتقال مسالمت‌آمیز قدرت در یمن پس از ماه‌ها تظاهرات اعتراض‌آمیز صورت گرفت.
عربستان سعودی و آمریکا به علی عبدالله صالح به عنوان سپری در برابر القاعده در یمن می‌نگریستند. اما با اوج‌گیری اعتراض‌ها در یمن بر توافق سیاسی به منظور انتقال قدرت در این کشور اصرار کردند.
هادی در سخنرانی خود گفت که یمن باید دوره اعتراض و خشونت را که به مدت یک سال به طول انجامید پشت سر بگذارد و اکنون باید به حل و فصل مشکلات اقتصادی و بازگرداندن کسانی که در اثر بحران کشور را ترک کردند بپردازد. عبدربه منصور هادی پس از ادای سوگند ریاست جمهوری گفت مبارزه با القاعده در شبه‌جزیره عربستان که یمن را به عنوان پایگاه خود برگزیده، در راس اولویت‌های دولتش خواهد بود. او تأکید کرد: «مبارزه با القاعده به عنوان یک وظیفه ملی و دینی ادامه خواهد یافت.»
دو ساعت پس از ادای سوگند قانون اساسی توسط عبدربه منصور هادی، رئیس‌جمهور جدید یمن که در آن گفت «جنگ با تندروها وظیفه‌ای ملی است» حمله انتحاری توسط یک خودروی بمب‌گذاری شده روبروی کاخ ریاست‌جمهوری در جنوب یمن، دستکم ۳۰ نفر را کشت. سازمان القاعده در شبه‌جزیره عربستان، مسئولیت این حمله انتحاری را بر عهده گرفت.

## حصر خانگی و فرار
حوثی‌ها که حدود یک سوم جمعیت یمن را تشکیل می‌دهند، سال ۲۰۱۴ با پیشروی از مناطق تحت نفوذ خود در شمال کشور بالاخره در ماه سپتامبر پایتخت را تصرف کردند. آن‌ها در ژانویه ۲۰۱۵ کاخ ریاست‌جمهوری در صنعا را تصرف کرده و عبدربه منصور هادی و نخست‌وزیر را در حصر خانگی قرار دادند.
«عبدربه منصور هادی» روز ۲۱ فوریه ۲۰۱۵ هنگامی که نگهبانانش خواب بودند، کاخ ریاست‌جمهوری خود را در صنعا ترک کرد و وارد منطقه «خوز مکسر» در عدن شد. «نادیه سقاف» وزیر اطلاع‌رسانی وقت یمن در این اقدام به هادی کمک کرد و تعدادی از نگهبانان برای خارج کردن رئیس‌جمهور یمن با سقاف همکاری کردند. هادی در حالی صنعا را ترک کرد که گروه‌های انصارالله و کنگره ملی یمن از این مسئله اطلاعی نداشتند. با ورود او به عدن، دفتر رئیس‌جمهور فعالیت خود را از کاخ «معاشیق»، وابسته به ریاست‌جمهوری یمن در عدن آغاز کرد.
در عدن، عبدربه منصور هادی، در بیانیه‌ای بر مشروعیت ریاست‌جمهوری خود در یمن تأکید کرد و گفت که «وظایفش را به عنوان رئیس‌جمهوری از عدن انجام می‌دهد». استانداران شش استان جنوبی یمن و سه استان شمالی مأرب، جوف و تَعِز، با منصور هادی در شهر عدن دیدار و حمایت خود را از او اعلام کردند. احزاب سوسیالیست، ناصری، سلفی و اصلاح نیز از منصور هادی حمایت کردند اما وابسته به علی عبدالله صالح، رئیس‌جمهوری سابق، با بازگشت او به قدرت مخالفت کرد. عبدربه منصور هادی از سوی سازمان ملل متحد و اکثریت کشورهای جهان، به عنوان رئیس‌جمهور یمن شناخته شد.